# Estádio Olímpico Nilton Santos
Estádio Olímpico João Havelange je sportovní stadion v brazilském městě Rio de Janeiro. Byl postaven v letech 2003 až 2007 a má kapacitu 46 831 diváků. Domácí zápasy na něm hraje prvoligový fotbalový klub Botafogo de Futebol e Regatas — stadion patří městu a klub ho má pronajatý do roku 2027. Zahajovací zápas se hrál 30. června 2007 mezi Botafogem a Fluminense FC (2:1), první gól dal Alex Dias de Almeida z Fluminense. Domácí zápasy zde hraje také brazilská fotbalová reprezentace, konaly se zde Panamerické hry 2007 a Světové vojenské hry 2011, při Letních olympijských hrách 2016 hostil soutěže atletů a fotbalistů. Konají se zde také koncerty pop music.
Stadion byl v roce 2013 uzavřen a rekonstruován kvůli havarijnímu stavu střechy, v lednu 2016 došlo k odpojení vody a elektřiny kvůli nezaplaceným účtům.
Zařízení se jmenuje podle bývalého předsedy FIFA Brazilce Joãa Havelange. Neoficiálně se mu říká také Engenhão podle čtvrti Engenho de Dentro, od roku 2015 používá Botafogo název Estádio Nilton Santos podle svého bývalého hráče Níltona Santose, který má před stadionem sochu.

## Fotogalerie

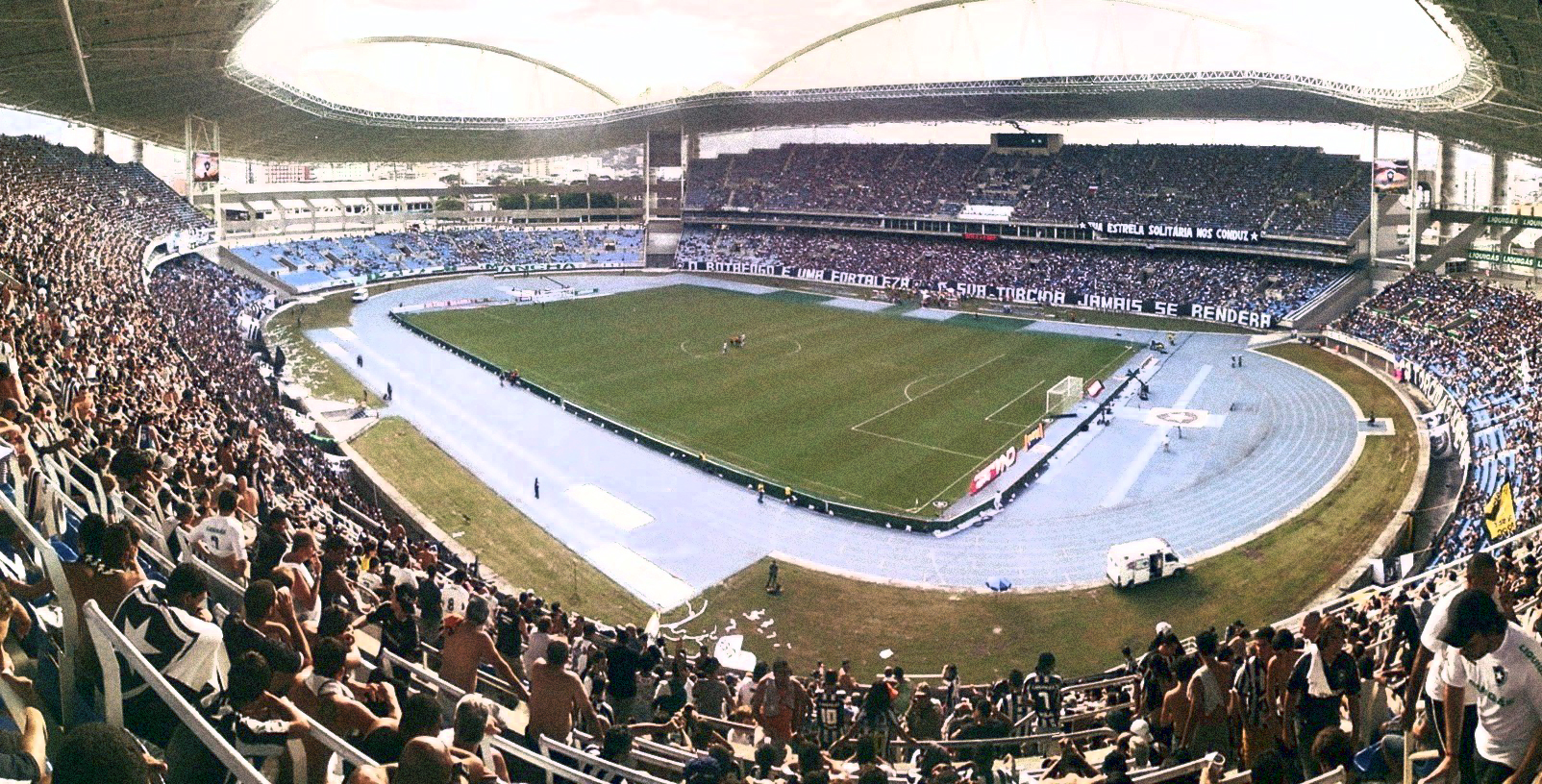
Vnitřek stadionu
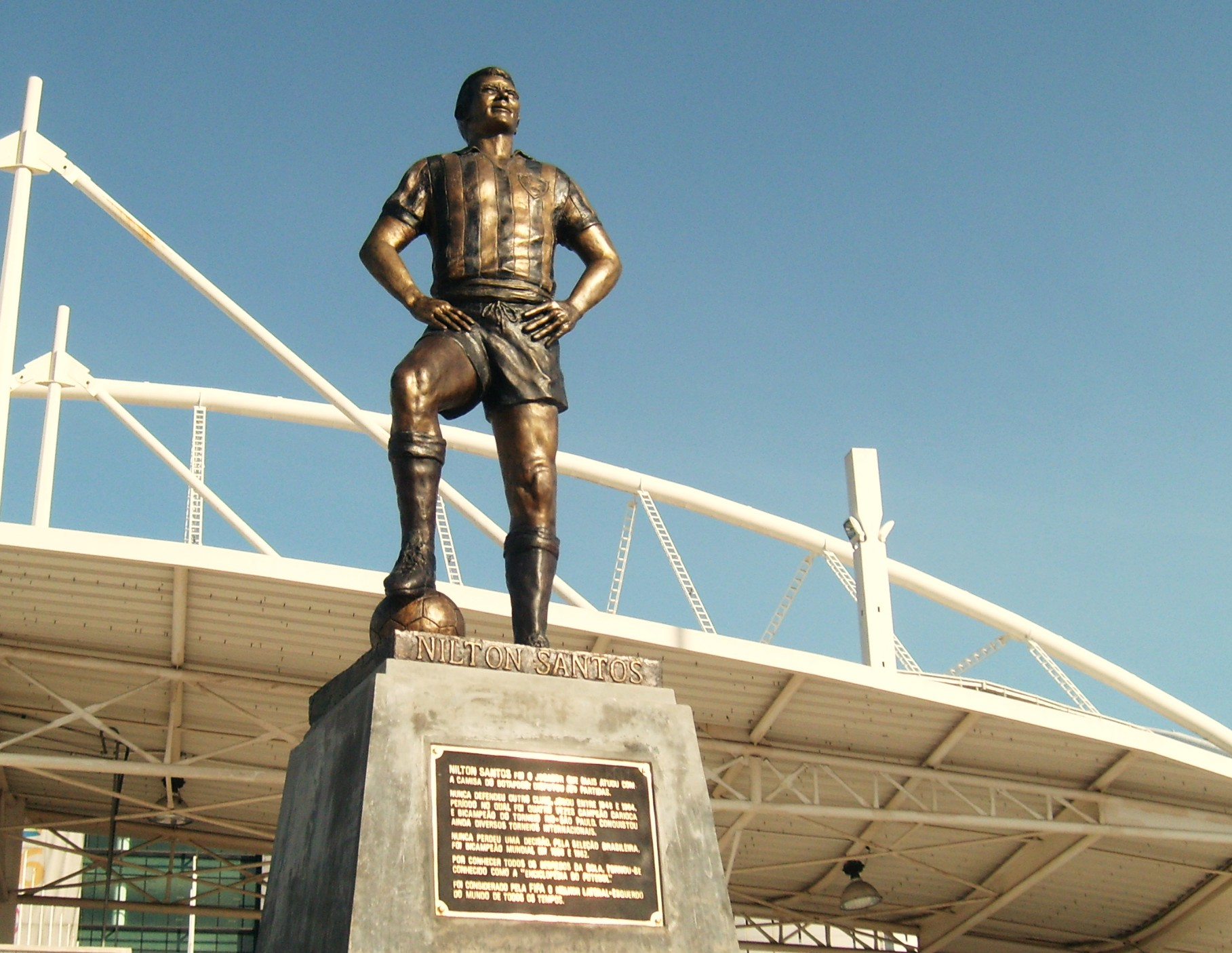
Socha Níltona Santose